# Hécourt (Oise)
Pour les articles homonymes, voir Hécourt.
Hécourt est une commune française située dans le département de l'Oise en région Hauts-de-France.

## Géographie

### Localisation

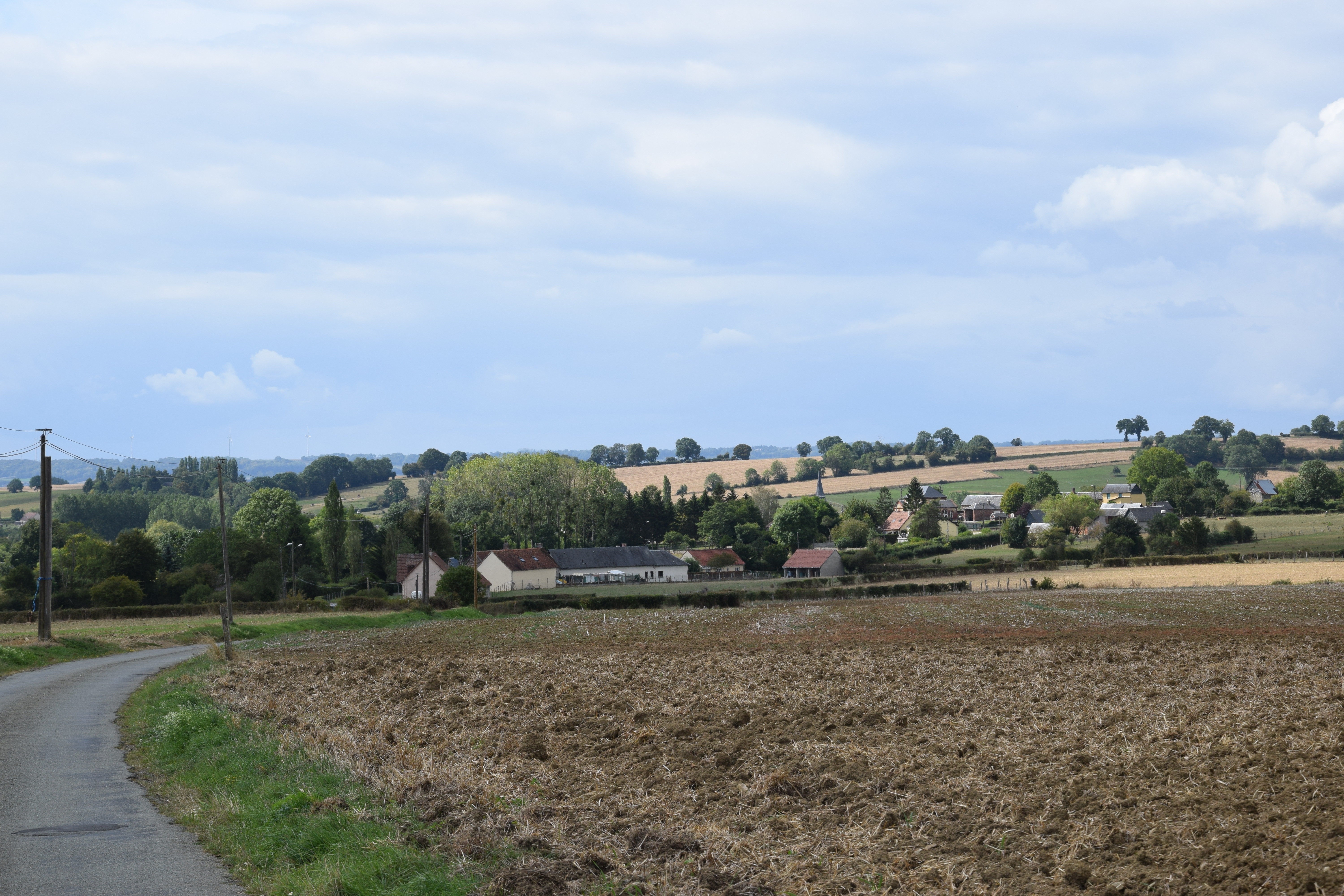
Paysage de la commune.

Hécourt est un village du Pays de Bray situé au nord-ouest du département de l'Oise, à 5 km à vol d'oiseau au nord-est de Gournay-en-Bray, 48 km à l'est de Rouen, 19 km au sud-est de Forges-les-Eaux, 21 km au sud-ouest de Grandvilliers et 26 km au nord-ouest de Beauvais.
Il est tangenté au sud par l'ancienne route nationale 30 (actuelle RD 930).
Louis Graves indiquait en 1836 que le « Le chef-lieu est bâti à  l'ouest dans un vallon qui descend vers la ville.de Gournay-en-Bray, et qu'arrose un faible ruisseau ».

### Communes limitrophes
Les communes limitrophes sont  Buicourt, Escames, Ferrières-en-Bray, Hannaches et Saint-Quentin-des-Prés.
|                        | Escames                          | Buicourt  |
| Saint-Quentin-des-Prés | Hécourt                          |           |
|                        | Ferrières-en-Bray Seine-Maritime | Hannaches |

### Hydrographie
La commune est située dans le bassin Seine-Normandie. Elle est drainée par le ruisseau des Rieux,.

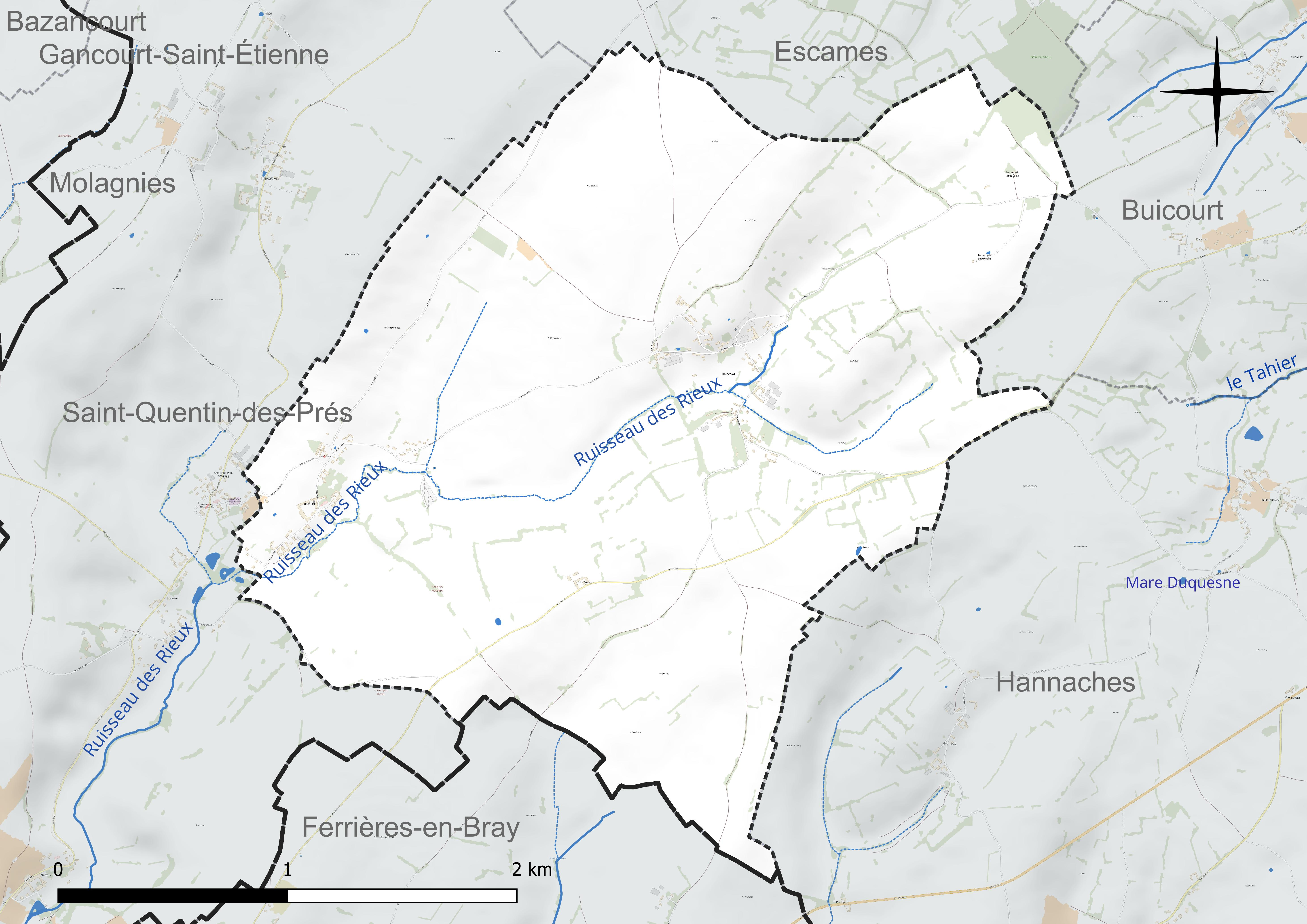
Réseau hydrographique d'Hécourt.

### Climat
Pour des articles plus généraux, voir Climat des Hauts-de-France et Climat de l'Oise.
En 2010, le climat de la commune est de type climat océanique dégradé des plaines du Centre et du Nord, selon une étude du CNRS s'appuyant sur une série de données couvrant la période 1971-2000. En 2020, Météo-France publie une typologie des climats de la France métropolitaine dans laquelle la commune est exposée à un climat océanique et est dans la région climatique Côtes de la Manche orientale, caractérisée par un faible ensoleillement (1 550 h/an) ; forte humidité de l'air (plus de 20 h/jour avec humidité relative > 80 % en hiver), vents forts fréquents.
Pour la période 1971-2000, la température annuelle moyenne est de 10,1 °C, avec une amplitude thermique annuelle de 14,1 °C. Le cumul annuel moyen de précipitations est de 797 mm, avec 12,3 jours de précipitations en janvier et 8,5 jours en juillet. Pour la période 1991-2020, la température moyenne annuelle observée sur la station météorologique la plus proche, située sur la commune de Saint-Arnoult à 13 km à vol d'oiseau, est de 10,4 °C et le cumul annuel moyen de précipitations est de 797,2 mm,. Pour l'avenir, les paramètres climatiques de la commune estimés pour 2050 selon différents scénarios d'émission de gaz à effet de serre sont consultables sur un site dédié publié par Météo-France en novembre 2022.

## Urbanisme

### Typologie
Au 1er janvier 2024, Hécourt est catégorisée commune rurale à habitat très dispersé, selon la nouvelle grille communale de densité à sept niveaux définie par l'Insee en 2022.
Elle est située hors unité urbaine. Par ailleurs la commune fait partie de l'aire d'attraction de Beauvais, dont elle est une commune de la couronne,. Cette aire, qui regroupe 162 communes, est catégorisée dans les aires de 50 000 à moins de 200 000 habitants,.

### Occupation des sols

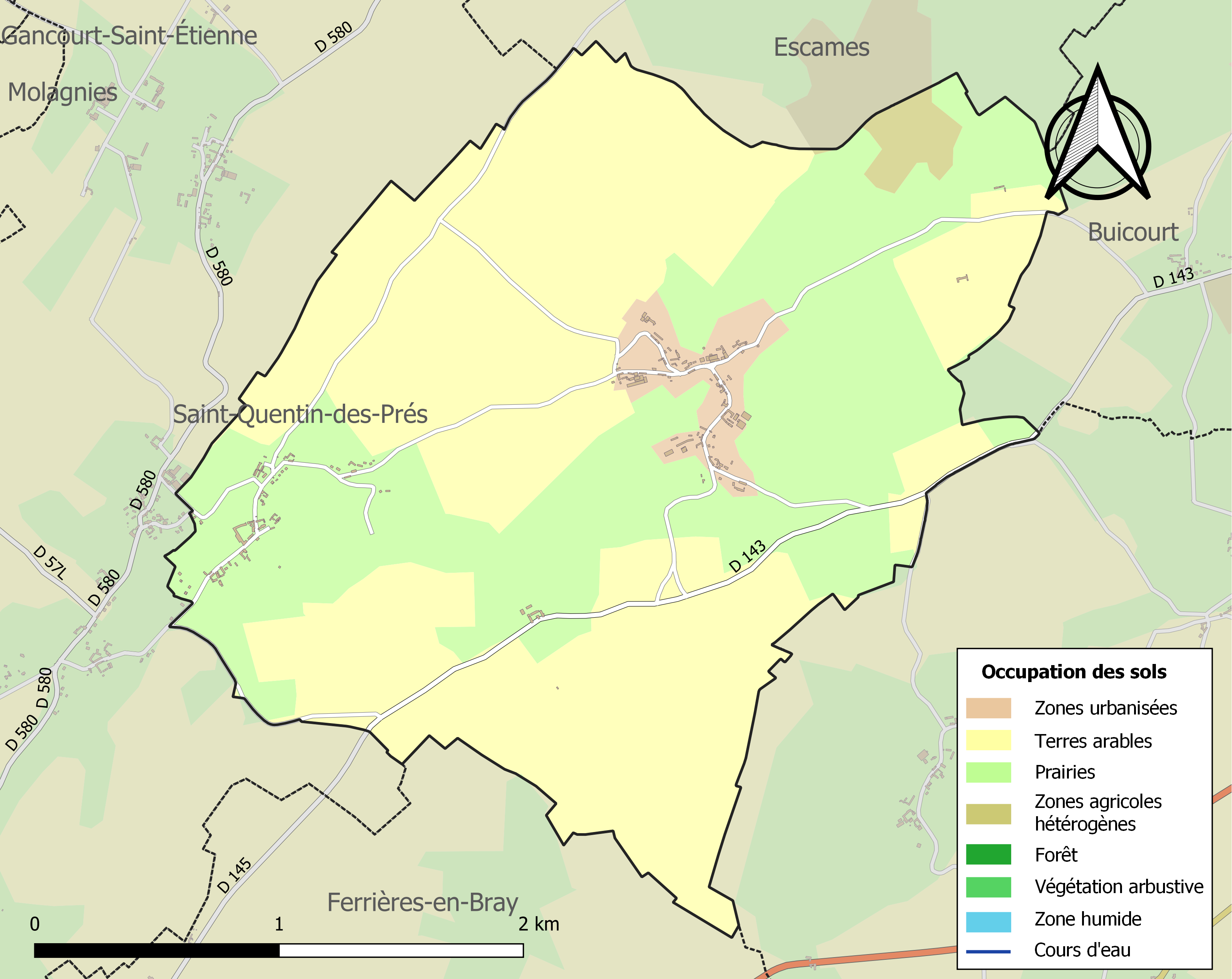
Carte des infrastructures et de l'occupation des sols de la commune en 2018 (CLC).

L'occupation des sols de la commune, telle qu'elle ressort de la base de données européenne d'occupation biophysique des sols Corine Land Cover (CLC), est marquée par l'importance des territoires agricoles (96,4 % en 2018), une proportion identique à celle de 1990 (96,4 %). La répartition détaillée en 2018 est la suivante : 
terres arables (57,2 %), prairies (37,8 %), zones urbanisées (3,6 %), zones agricoles hétérogènes (1,3 %). L'évolution de l'occupation des sols de la commune et de ses infrastructures peut être observée sur les différentes représentations cartographiques du territoire : la carte de Cassini (XVIIIe siècle), la carte d'état-major (1820-1866) et les cartes ou photos aériennes de l'IGN pour la période actuelle (1950 à aujourd'hui).

### Lieux-dits, hameaux et écarts
La commune compte un hameau, Haincourt, situé sensiblement au centre du territoire communal. En 1836, Louis Graves indiquait « Le hameau d'Haincourt, Hincourt. dont une partie dépendait de la commune d'Escames, a été réuni en entier à celle d'Hécourt par suite des opérations cadastrales; il est au nord-est du chef-lieu et compte soixante maisons. Ge hameau était compris dans le marquisat de Ligneri ».

### Habitat et logement
En 2018, le nombre total de logements dans la commune était de 80, alors qu'il était de 77 en 2013 et de 76 en 2008.
Parmi ces logements, 76,3 % étaient des résidences principales, 12,5 % des résidences secondaires et 11,3 % des logements vacants. Ces logements étaient pour 100 % d'entre eux des maisons individuelles et pour 0 % des appartements.
Le tableau ci-dessous présente la typologie des logements à Hécourt en 2018 en comparaison avec celle de l'Oise et de la France entière. Une caractéristique marquante du parc de logements est ainsi une proportion de résidences secondaires et logements occasionnels (12,5 %) supérieure à celle du département (2,5 %) et à celle de la France entière (9,7 %). Concernant le statut d'occupation de ces logements, 85,2 % des habitants de la commune sont propriétaires de leur logement (83,9 % en 2013), contre 61,4 % pour l'Oise et 57,5 % pour la France entière.
| Typologie                                               | Hécourt | Oise | France entière |
| ------------------------------------------------------- | ------- | ---- | -------------- |
| Résidences principales (en %)                           | 76,3    | 90,4 | 82,1           |
| Résidences secondaires et logements occasionnels (en %) | 12,5    | 2,5  | 9,7            |
| Logements vacants (en %)                                | 11,3    | 7,1  | 8,2            |

### Voies de communication et transports
En 2023, la commune n'est desservie que par une navette de regroupement pédagogique intercommunal, la ligne 6607 du réseau interurbain de l'Oise, à destination de l'école de Bazancourt.

## Toponymie
La localité est attestée sous le nom de Hahiercort en 1210 (Hecutis).

## Histoire

### Ancien Régime
La seigneurie appartenait à la maison de Nully, d'origine très-ancienne du Beauvaisis, puis passa à la famille de Creil, pour y rester pendant plusieurs générations, de 1442 aux années 1640. Curieusement, l'un d'eux, Louis de Creil (1501-1585) dérogea à sa noblesse en quittant Beauvais pour s'établir à Paris comme marchand mercier et devenir bourgeois de Paris.

### Époque contemporaine
La commune, instituée lors de la Révolution française, absorbe entre 1790-1794 celle d'Haincourt, puis est réunie en 1826 au sein de Saint-Quentin-des-Prés. Elle retrouve son autonomie communale en 1833,.
En 1836, la commune dispose d'une école et d'un lavoir public. La fabrication de beurre y était importante.

## Politique et administration

### Rattachements administratifs et électoraux

#### Rattachements administratifs
La commune se trouve dans l'arrondissement de Beauvais du département de l'Oise..
Elle faisait partie depuis 1802 du canton de Songeons. Dans le cadre du redécoupage cantonal de 2014 en France, cette circonscription administrative territoriale a disparu, et le canton n'est plus qu'une circonscription électorale.

#### Rattachements électoraux
Pour les élections départementales, la commune fait partie depuis 2014 du canton de Grandvilliers
Pour l'élection des députés, elle fait partie depuis 1988 de la deuxième circonscription de l'Oise.

### Intercommunalité
Hécourt est membre de la communauté de communes de la Picardie verte, un établissement public de coopération intercommunale (EPCI) à fiscalité propre créé fin  1996  et auquel la commune a transféré un certain nombre de ses compétences, dans les conditions déterminées par le code général des collectivités territoriales.
Cette intercommunalité a notamment succédé au SIVOM de Songeons (28 communes, créé le 27 juin 1972).

### Liste des maires
| Période                                  | Période                   | Identité                   | Étiquette | Qualité                                           |
| ---------------------------------------- | ------------------------- | -------------------------- | --------- | ------------------------------------------------- |
| Les données manquantes sont à compléter. |                           |                            |           |                                                   |
|                                          |                           |                            |           |                                                   |
| juillet 1807                             |                           | Quentin Devambez           |           |                                                   |
|                                          |                           |                            |           |                                                   |
| mai 1847                                 | mars 1851                 | Nicolas Vincent Carchereux |           |                                                   |
|                                          |                           |                            |           |                                                   |
| février 1869                             |                           | Denis Joseph Beaudoin      |           |                                                   |
|                                          |                           |                            |           |                                                   |
| avant 1876                               | après 1899                | Léonidas Letellier         |           |                                                   |
|                                          |                           |                            |           |                                                   |
| mars 1989                                | En cours (au 6 juin 2023) | André Levasseur            |           | Retraité agricole Réélu pour le mandat 2020-2026, |

## Équipements et services publics
Une nouvelle mairie est implantée en 2018 dans les locaux de l'ancienne école, construite en 1876 et qui a fermé en 1970.

## Population et société

### Démographie

#### Évolution démographique
L'évolution du nombre d'habitants est connue à travers les recensements de la population effectués dans la commune depuis 1793. Pour les communes de moins de 10 000 habitants, une enquête de recensement portant sur toute la population est réalisée tous les cinq ans, les populations de référence des années intermédiaires étant quant à elles estimées par interpolation ou extrapolation. Pour la commune, le premier recensement exhaustif entrant dans le cadre du nouveau dispositif a été réalisé en 2008.

En 2022, la commune comptait 149 habitants, en évolution de −5,1 % par rapport à 2016 (Oise : +0,87 %, France hors Mayotte : +2,11 %).
| 1793 | 1800 | 1806 | 1821 | 1836 | 1841 | 1846 | 1851 | 1856 |
| ---- | ---- | ---- | ---- | ---- | ---- | ---- | ---- | ---- |
| 250  | 256  | 279  | 309  | 357  | 324  | 336  | 319  | 297  |

| 1861 | 1866 | 1872 | 1876 | 1881 | 1886 | 1891 | 1896 | 1901 |
| ---- | ---- | ---- | ---- | ---- | ---- | ---- | ---- | ---- |
| 300  | 288  | 258  | 232  | 245  | 223  | 258  | 235  | 206  |

| 1906 | 1911 | 1921 | 1926 | 1931 | 1936 | 1946 | 1954 | 1962 |
| ---- | ---- | ---- | ---- | ---- | ---- | ---- | ---- | ---- |
| 216  | 180  | 158  | 162  | 165  | 185  | 193  | 165  | 160  |

| 1968 | 1975 | 1982 | 1990 | 1999 | 2006 | 2008 | 2013 | 2018 |
| ---- | ---- | ---- | ---- | ---- | ---- | ---- | ---- | ---- |
| 141  | 114  | 103  | 111  | 125  | 143  | 149  | 153  | 153  |

| 2022 | - | - | - | - | - | - | - | - |
| ---- | - | - | - | - | - | - | - | - |
| 149  | - | - | - | - | - | - | - | - |

#### Pyramide des âges
La population de la commune est relativement jeune.
En 2018, le taux de personnes d'un âge inférieur à 30 ans s'élève à 33,3 %, soit en dessous de la moyenne départementale (37,3 %). À l'inverse, le taux de personnes d'âge supérieur à 60 ans est de 25,4 % la même année, alors qu'il est de 22,8 % au niveau départemental.
En 2018, la commune comptait 78 hommes pour 75 femmes, soit un taux de 50,98 % d'hommes, largement supérieur au taux départemental (48,89 %).
Les pyramides des âges de la commune et du département s'établissent comme suit.
| Hommes | Classe d’âge | Femmes |
| ------ | ------------ | ------ |
| 3,8    | 90 ou +      | 2,7    |
| 3,8    | 75-89 ans    | 5,3    |
| 15,4   | 60-74 ans    | 20,0   |
| 21,8   | 45-59 ans    | 17,3   |
| 24,4   | 30-44 ans    | 18,7   |
| 10,3   | 15-29 ans    | 14,7   |
| 20,5   | 0-14 ans     | 21,3   |

| Hommes | Classe d’âge | Femmes |
| ------ | ------------ | ------ |
| 0,5    | 90 ou +      | 1,4    |
| 5,5    | 75-89 ans    | 7,6    |
| 15,6   | 60-74 ans    | 16,3   |
| 20,8   | 45-59 ans    | 20     |
| 19,4   | 30-44 ans    | 19,4   |
| 17,6   | 15-29 ans    | 16,2   |
| 20,6   | 0-14 ans     | 19,1   |

## Culture locale et patrimoine

### Lieux et monuments
- Église  Saint-Martin, constituée d'une nef romane prolongée par un chœur du XVIe siècle, encore de style gothique, plus large et plus haut que la nef, avec chevet polygonal[28].
À l'intérieur, on note une statue équestre de la Charité de saint Martin datant de l'extrême fin du Moyen Âge (restaurée en 1961)[29], et une poutre de gloire en bois taillé du début du XVIe siècle, restaurée en 2014 par Nathalie Pruha[30], et un tableau Remise du Rosaire à saint Dominique et sainte Catherine de Sienne du début du XVIIe siècle en peinture à l'huile sur bois[31], ainsi qu'un lutrin en bois sculpté de la fin du XVIIIe siècle[32].
- Deux lavoirs.

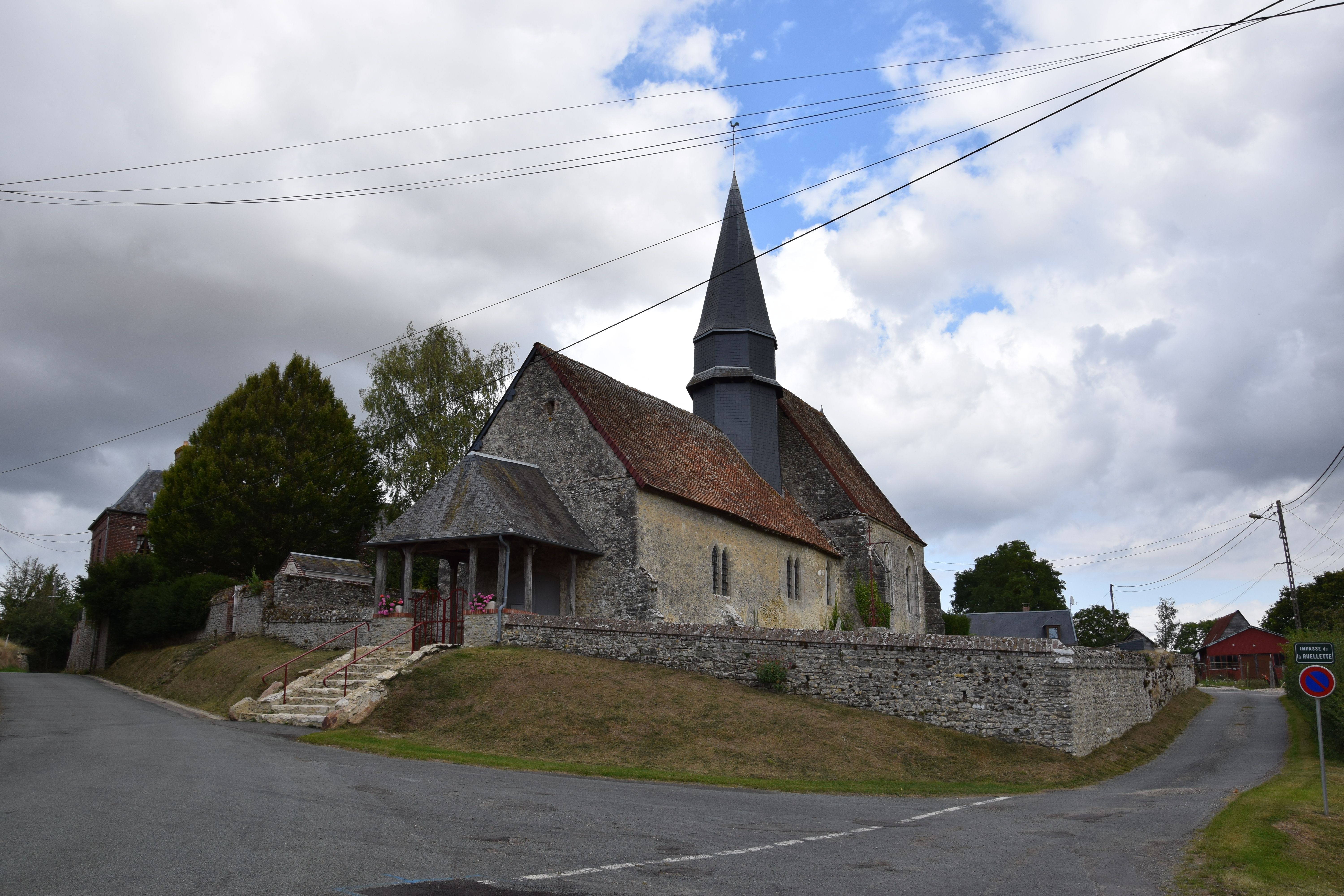
L'église Saint-Martin.
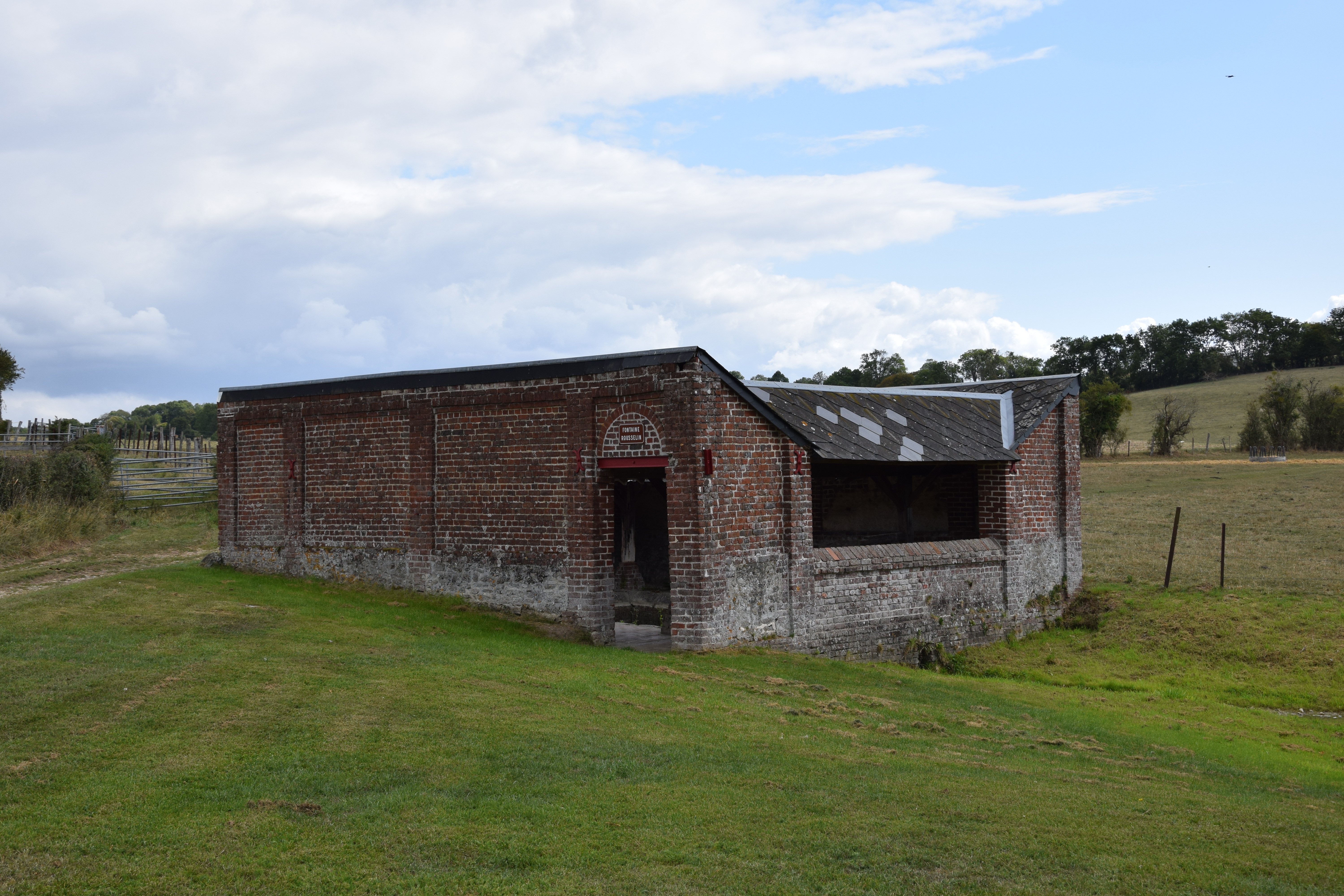
Lavoir de la fontaine rousselin.
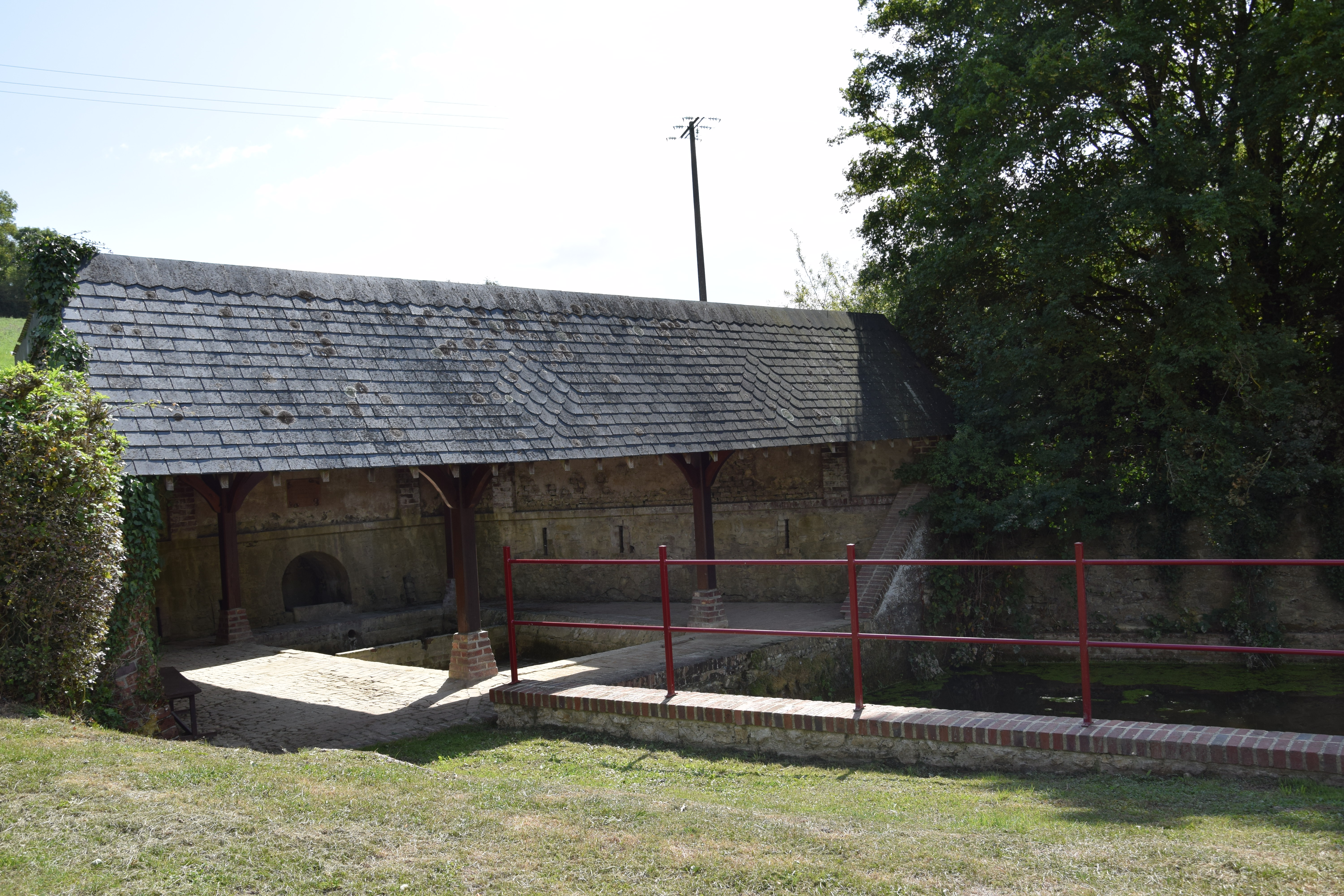
Lavoir d'Haincourt.
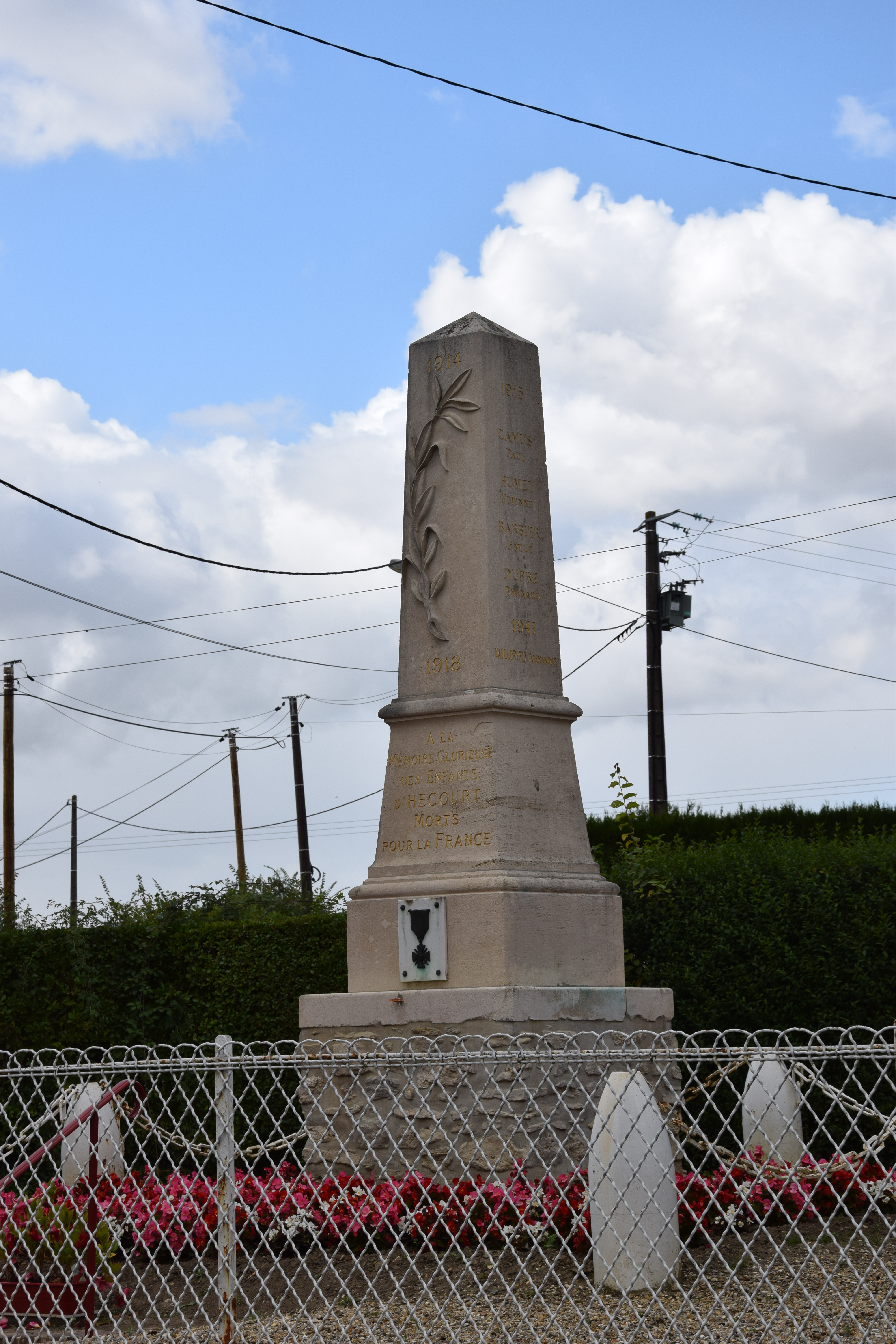
Monument aux morts.
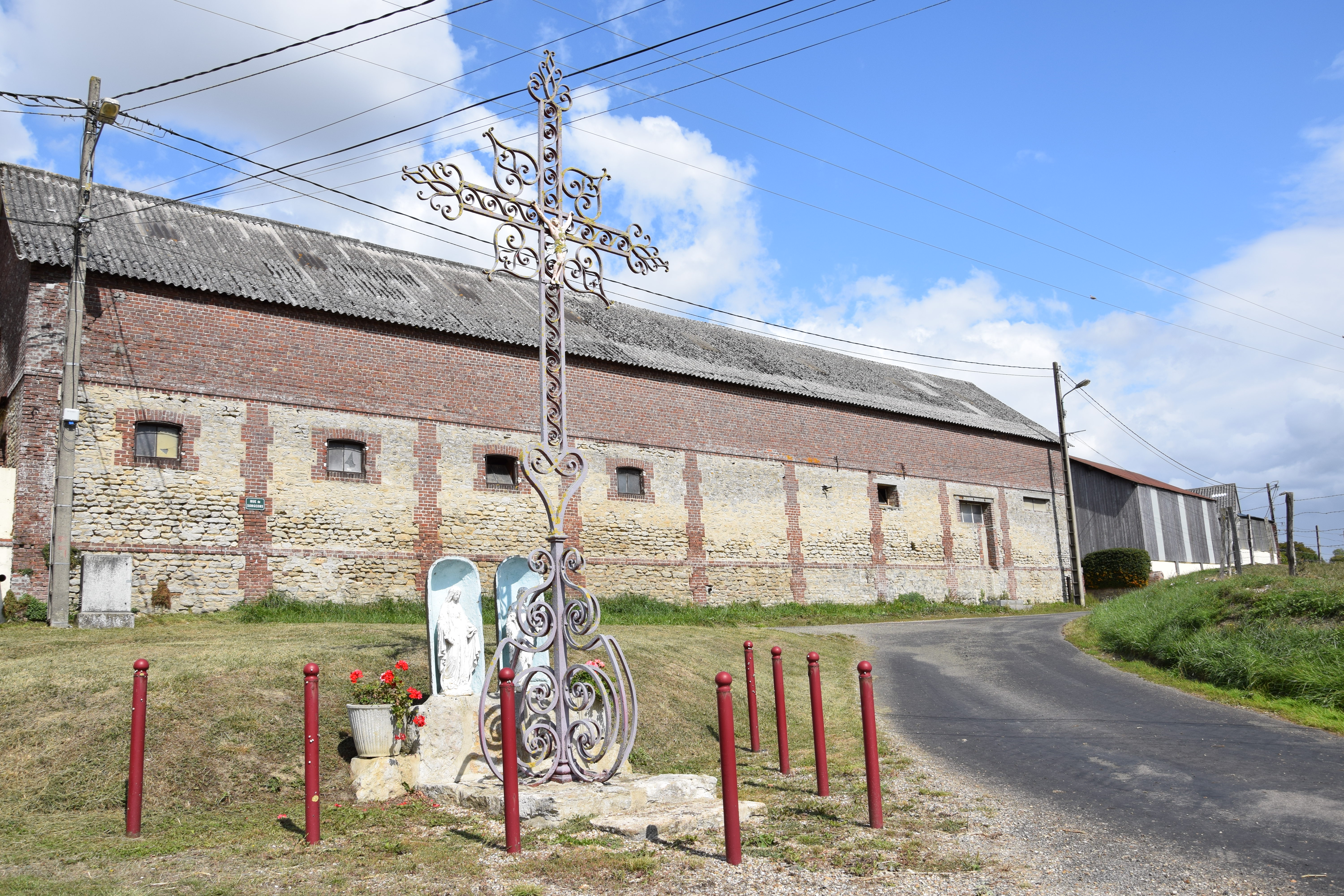
Calvaire.
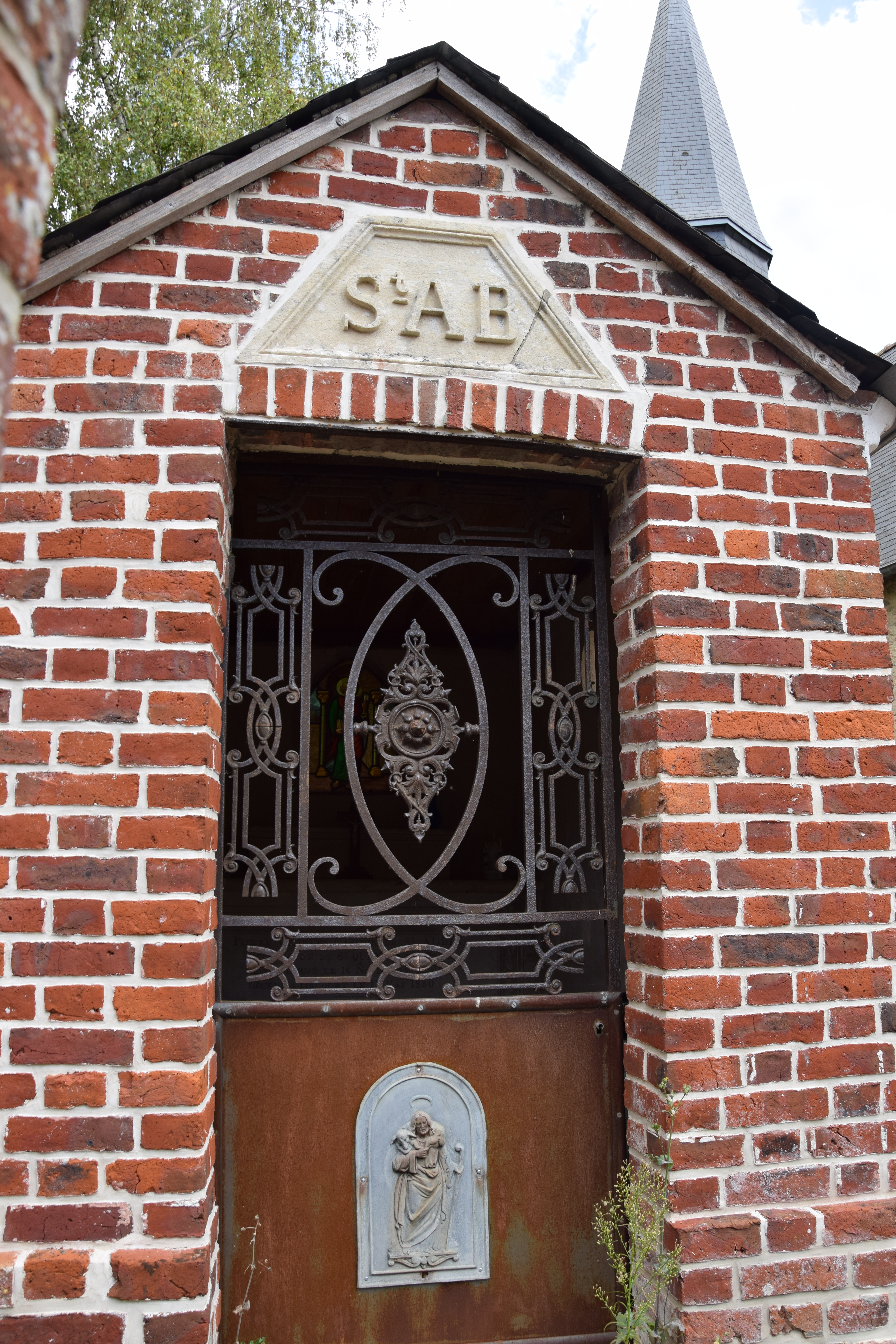
Chapelle.

## Pour approfondir